# Спомен-чесма у Граову
Спомен-чесма у Граову посвећена је погинулим борцима НОП-а и жртвама фашистичког терора у Другом светском рату. Откривена је 23. марта 1950. године. Урађена је од камена, а на њој се налази спомен-плоча. Подигли су је грађани тадашњег среза Лесковачког.

## Списак жртава
- Стојановић Александар
- Стојановић Светозар
- Петковић Лука
- Игњатовић Александар
- Станковић Влајко
- Стаменковић Јосиф
- Стојковић Милутин

- Стојковић Војислав

- "           Влајко

- "           Влада

- Павловић Душан
- Петковић Милутин

- "          Светозар

- Станковић Младен

- "          Светозар

- Стаменковић Сотир
- Стојковић Јован
- Стојановић Стојадин

- "          Јован
- "          Младен

- Петковић Антоније

- "         Душан
- "         Милош

- Станковић Бранислав

- "        Живко

- Стаменковић Станко
- Стојковић Ђорђе
- Стојановић Благоје

- "          Драгољуб

23. марта 1943. године спаљено је 72 зграде 